# Gauliga Kurhessen 1943/44
De Gauliga Kurhessen 1943/44 was het vierde voetbalkampioenschap van de Gauliga Kurhessen. Omdat vele teams problemen hadden om een volwaardig team op te stellen gezien de perikelen in de Tweede Wereldoorlog gingen ze een oorlogsfusie aan (Kriegsspielgemeinschaft).
1.Reichsbahn SG Borussia 04 Fulda werd kampioen en plaatste zich voor de eindronde om de Duitse landstitel. De club had een bye in de eerste ronde en verloor in de tweede ronde met 9:2 van Dresdner SC.

## Eindstand
| Plaats | Club                            | Wed.           | W              | G              | V              | Saldo          | Ptn.           |
| ------ | ------------------------------- | -------------- | -------------- | -------------- | -------------- | -------------- | -------------- |
| 1.     | Reichsbahn SG Borussia 04 Fulda | 12             | 9              | 1              | 2              | 41:17          | 19:5           |
| 2.     | SpVgg Niederzwehren             | 12             | 8              | 1              | 3              | 35:19          | 17:7           |
| 3.     | KSG Kurhessen/CSC 03 Kassel     | 12             | 8              | 1              | 3              | 41:27          | 17:7           |
| 4.     | VfL Marburg 1860                | 12             | 5              | 0              | 7              | 16:26          | 10:14          |
| 5.     | SV 06 Kassel-Rothenditmold (K)  | 12             | 4              | 1              | 7              | 12:30          | 9:15           |
| 6.     | SV Hermannia 06 Kassel          | 12             | 4              | 0              | 8              | 22:30          | 8:16           |
| 7.     | KSG TuRa/TuSpo Kassel           | 12             | 2              | 0              | 10             | 4:20           | 14:18          |
| 8.     | KSG BC Sport/BV 06 Kassel       | Teruggetrokken | Teruggetrokken | Teruggetrokken | Teruggetrokken | Teruggetrokken | Teruggetrokken |

|  | Kampioen, geplaatst voor nationale eindronde |